# Paimio
Paimio (in svedese Pemar) è una città finlandese di 11138 abitanti, situata nella regione del Varsinais-Suomi.
Vi si trovano il celebre sanatorio, opera dell'architetto Alvar Aalto e, nelle vicinanze, l'osservatorio di Kevola.

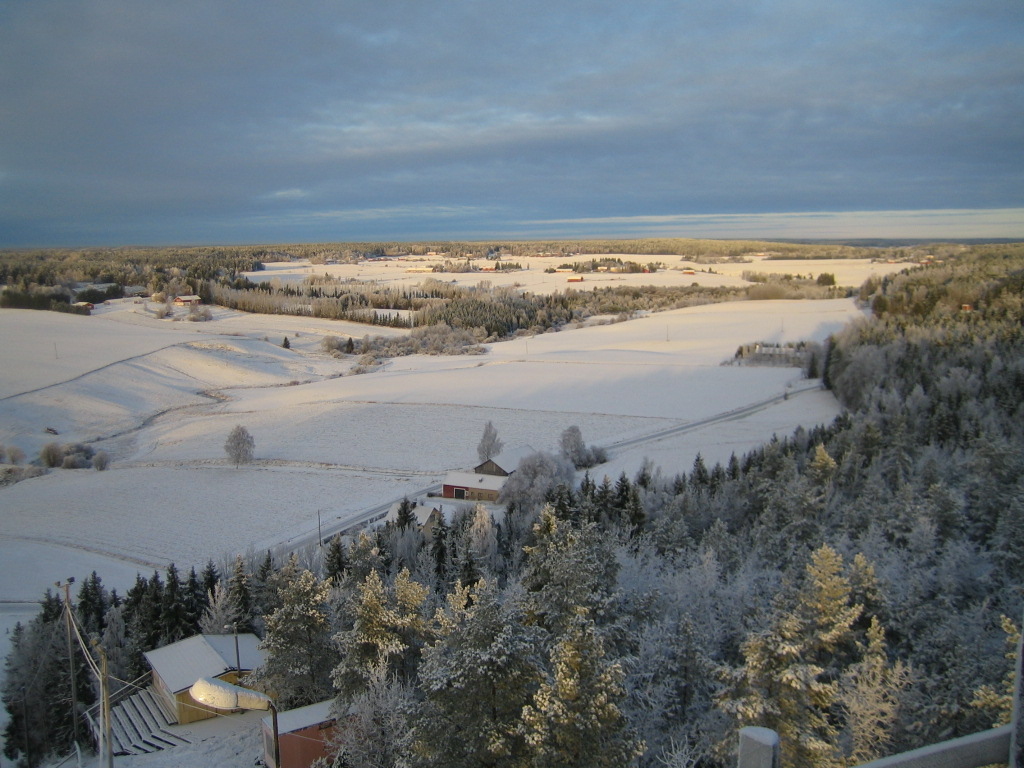
La campagna di Paimio in inverno